# 라파스주 (온두라스)

라파스 주의 위치

라파스주(스페인어: La Paz)는 온두라스 남서부에 위치한 주로 주도는 라파스이며 면적은 2,331km2, 인구는 173,731명(2005년 기준)이다. 19개 지방 자치체를 관할한다.